# Drosophila lineosetae
Drosophila lineosetae är en tvåvingeart som beskrevs av Elmo Hardy och Kenneth Y. Kaneshiro 1968. Drosophila lineosetae ingår i släktet Drosophila och familjen daggflugor.
Artens utbredningsområde är Hawaii.